# علي عباس الموسوي
علي عباس الموسوي (17 يونيو 1974-)، عالم دين شيعي لبناني من بلدة النبي شيت في البقاع، كاتب وباحث إسلامي وأستاذ في الحوزة العلمية. ولد في مدينة النجف في العراق.

## التحصيل العلمي
التحق بالحوزة العلمية في بيروت المعهد الشرعي الإسلامي عام 1989 ودرس إلى بدايات السطوح.
هاجر إلى مدينة قم لمتابعة التحصيل العلمي الحوزوي سنة 1992 ميلادية، وأقام فيها ستة عشر عاما، درس فيها السطوح والبحث الخارج على أساتذتها، كالسيد محمود الهاشمي الشاهرودي، الشيخ حسين وحيد الخراساني وغيرهم.

## التدريس
يقوم بتدريس المقدمات والسطوح والسطوح العليا في مدينة قم وفي لبنان في جامعة المصطفى العالمية، حوزة الرسول الأكرم.
لديه العديد من المقالات والكتابات.

## نشاطاته
نال العديد من الجوائز من المؤسسات التابعة للحوزة العلمية على المقالات والكتابات. وأهمها جائزة كتاب جهاني سال، وذلك بدل ترجمته لكتاب (النظام الفلسفي لمدرسة الحكمة المتعالية) من تأليف د. عبد الرسول عبوديت.
لديه مؤلف في فقه المسائل المستحدثة يتناول فيه قواعد فقه المسائل المستحدثة
رئيس تحرير مجلة المنهاج (فصلية فكرية إسلامية) ورئيس تحرير مجلة بقية الله (شهرية ثقافية).